# アイルランド政府
アイルランド政府（アイルランドせいふ、愛: Rialtas na hÉireann、英: Government of Ireland）は、アイルランドの行政権を行使する内閣。

## 概要
アイルランド憲法は、行政権を政府の長である首相（Taoiseach）が率いる政府に委ねている。政府は閣僚で構成されており、全員がシャナズ・エアラン（上院）とドイル・エアラン（下院）で構成されるウラクタス（議会）の議員でなければならない。首相は、下院であるドイル・エアランの指名を受けなければならない。下院の指名に続き、アイルランド大統領は首相を任命する。また、首相の指名と下院での承認を受け、大統領が副首相（Tánaiste）を含む政府の構成員を指名する。政府は一次立法の成立を議会に依存しており、予算や政府の法案が通過するための支持と信頼を確保するためには、下院で過半数の議席を確保する必要がある。政府は内閣とも呼ばれている。
現政権は2020年6月27日に就任し、共和党党首のミホル・マーティンが首相に就任した。副首相は統一アイルランド党党首であるレオ・ヴァラッカー。共和党、統一アイルランド党、緑の党による多数派連立政権である。2020年2月8日の総選挙後、長引く政府交渉の末に結成された。

## 構成員
内閣の構成員は、アイルランド憲法第28条および閣僚・秘書法（1924年から2017年まで）によって規定されている。憲法では、政府は7名から15名で構成され、全員がウラクタス（議会）の議員でなければならないと定められている。
1966年に第12次政府が成立して以来、アイルランドの内閣は憲法上の最大15名の閣僚で構成されてきた。なお、各大臣が辞任、または連立政権から離脱すると、短期間でこの数を下回ることもある。
憲法で、内閣の構成員は上院議員を2名以内としている。その他の内閣の構成員は全て下院の構成員でなければならない。特に、首相、副首相、財務大臣は下院議員でなければならない。
しかし、実際には内閣の構成員は必ず全員が下院議員である。1937年の憲法制定以来、上院から任命された閣僚は2人だけである。1957年に農業大臣を務めたショーン・モイランと1981年から1982年まで外務大臣を務めたジェームス・ドゥージュである。
また、アイルランド自由国時代の上院議員ジョセフ・コノリーは、1932年から1933年までは郵政大臣として、1933年から1936年までは土地・漁業大臣として、アイルランド自由国の行政評議会に就任していた。
国務省の長を担当する政府の一員は、大臣に指定されている（1977年以前は国務大臣）。国務大臣（1977年以前は議会秘書として知られていた）は政府の一員ではなく、政府の大臣を補佐してその部署を担当している。
無任所大臣は、国務省の長ではない者を政府の一員に任命することができる。これは、フランク・エイケンが1939年から1945年まで防衛策の調整担当大臣を務めていたときに、「緊急事態」としてアイルランドで知られている第二次世界大戦中の非常事態宣言に発生した。
閣僚の機能は、内閣改造や議会の選挙後に省庁間で移転することが多い。場合によっては、国務省が消滅し、その機能が他の省に移されることもある。廃止された閣僚には、労働省、郵政省、公務省、物資省などがある。

## 内閣の会議に出席する非構成員
非構成員には内閣の会議での議決権はないが、それ以外の場合は参加することができ、通常、政府の構成員と同じように回覧された内閣文書を受け取ることができる。しかし、内閣は通常、首相に従うか、合意に基づいて作業を行うため、投票はまれである。
正式には政府の一員ではないが、政府は法律顧問としての役割の一環として閣議に参加している司法長官の助言を受けている。
院内幹事長は、内閣の会議に出席することができるが、政府の構成員ではない。
また、政府は閣議に出席することができる他の国務大臣を選ぶことができる。非公式に「スーパー・ジュニア大臣」と呼ばれている。現在、ジャック・チェンバース、ヒルデガルド・ノートン、ピッパ・ハケットは内閣に出席する国務大臣である。
ダブリン大学トリニティ・カレッジ法学部のオラン・ドイル教授は、この慣行は憲法が要求する内閣の守秘義務に違反すると主張している。

## 任期
総選挙のたびにドイル・エアラン（下院）の指名を受けて任命された首相が新政権を樹立する。首相の辞任に伴い、全議員が辞任したものとみなしている。そのため、下院の1期のうちに新しい首相がいるところに新政権が誕生する。憲法では、下院の任期は7年以内としているが、それより短い期間は法律で定めることができる（最大5年）。首相はいつでも大統領に下院の解散を勧告し、新たな総選挙を促すことができる。大統領は、下院の信頼を失った首相に解散を認めることを拒否する絶対的な裁量権を保持している。今日まで、議会の解散要請を拒否した大統領はいない。
首相が政権を維持するためには、下院の信頼を維持しなければならない。首相が「下院の過半数の支持を維持する」ことができなくなった場合、大統領が認めた下院の解散を求めない限り、首相は辞任しなければならない。これは、他の法案や下院の投票で政府が敗北した場合ではなく、内閣不信任決議や供給喪失（予算の否決）の場合にのみ適用される。
首相は大統領に指示して、個々の閣僚の解任や辞任を受け入れることができる。首相が辞任すると、政府全体がまとめて辞任したとみなされるが、このような場合、憲法によれば「首相をはじめとする政府の構成員は、後任者が任命されるまでその職務を継続する」とされている。下院の解散と同時に、閣僚は国会議員ではなくなるが、憲法では「下院の解散の日において在任している政府の議員は、後任者が任命されるまでその職に就く」とも規定されている。

## 選挙管理内閣
首相と政府の辞任後、直ちに大統領が下院の指名で新たな首相を任命しない場合、退陣した政府は「後継者が任命されるまで職務を遂行する」ための選挙管理内閣として継続する。これは、総選挙後にドイル・エアラン（下院）が最初に集まったときに首相候補者がいなかった場合や、首相が下院の信任を失ったが、総選挙後に下院が解散していなかった場合などに起こっている。
| 辞任日         | 首相                   | 選挙管理内閣              | 新政権発足日   | 首相                   | 政府                                 |
| -------------- | ---------------------- | ------------------------- | -------------- | ---------------------- | ------------------------------------ |
| 1989年6月26日  | チャールズ・ホーヒー   | 共和党                    | 1989年7月12日  | チャールズ・ホーヒー   | 共和党 進歩的民主党                  |
| 1992年12月14日 | アルバート・レイノルズ | 共和党                    | 1993年1月12日  | アルバート・レイノルズ | 共和党 労働党                        |
| 1994年11月18日 | アルバート・レイノルズ | 共和党                    | 1994年12月15日 | ジョン・ブルトン       | 統一アイルランド党 労働党 左翼民主党 |
| 2016年3月10日  | エンダ・ケニー         | 統一アイルランド党 労働党 | 2016年5月6日   | エンダ・ケニー         | 統一アイルランド党 無所属            |
| 2020年2月20日  | レオ・ヴァラッカー     | 統一アイルランド党 無所属 | 2020年6月27日  | ミホル・マーティン     | 共和党 統一アイルランド党 緑の党     |

## 権威と権限
他の議会制度の内閣とは異なり、アイルランドでは政府が法律上であるとともに事実上のアイルランドの行政機関である。他の様々な議会制国家では、国家元首は名目上の最高責任者であるが、慣例では内閣の助言に基づいて行動することが義務付けられている。しかし、アイルランドでは、憲法が明確に行政権を大統領ではなく政府に付与している。政府の執行権限には以下のような一定の制限がある。
- 国は議会の同意なしに宣戦布告や戦争への参加をすることはできない。しかし、実際に侵略された場合には、「政府は国家保護のために必要と考えるあらゆる措置をとることができる」とされている。

政府の閣僚は、政府の行動に対して集団的に責任を負う。各大臣は自分の省の行動に責任を持っている。国務省は法的な性格を持っていない。省の行動は、一般的には、大臣が行動の詳細をほとんど知らない場合でも、大臣の名の下に行われる。これは、法定の権限を与えられた者がその権限を委任することはできないというコモン・ローと矛盾している。政府省庁の文通で「大臣が私に書くよう指示した」という文言につながり、その大臣が見たこともないであろう手紙や文書に書かれている。
政府または政府の構成員が憲法上の義務を果たさない場合、裁判所から委任状により、そうするように命じられることがある。これに従わなかった大臣は、最終的には法廷侮辱罪とみなされる。

## 歴史
独立前、一方的に宣言されたアイルランド共和国の行政部はドイル・エアラン（下院）省であり、1919年から1922年まで続いた。1922年1月に英愛条約が承認された後、行政機関としてアイルランド暫定政府が設立された。暫定政府の人事は下院省と重複していたが、同一ではなかった。1922年12月6日のアイルランド自由国の独立に伴い、両幹部はアイルランド自由国行政評議会に引き継がれた。1937年12月29日、アイルランド憲法が発効され、アイルランド自由国第8行政評議会がアイルランド第1次政府となった。
アイルランド政府の詳細と構造は、1924年の閣僚・秘書法に立法基盤がある。何度も改正されており、1924年から2017年までの間の改正は「閣僚・秘書法」というひとつの法律として解釈される。
1989年から2016年までのすべての政府は、2つ以上の政党による連立政権であった。1948年に第1次連立政権が発足した。首相はずっと連立最大の党の一員であり続けている。首相はほとんど常に党の党首であり、1948年から1951年と1954年から1957年まで首相だったジョン・A・コステロは、唯一の例外である。

## 公共サービス

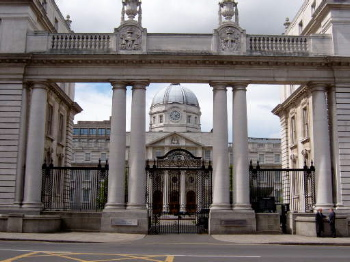
ダブリンにある政府庁舎

アイルランドの公共サービスは同国の行政全体にわたる。2016年第3四半期時点の公務員は合計30万4472人である。公共支出改革省（Department of Public Expenditure and Reform）の定義による公共サービスは7部門あり、その内訳は公務員、防衛部門、教育部門、保健部門、司法部門、地方自治体、非営利国家機関で構成する。対象となる非営利の国有公共機関の代表はアイルランド政府食糧庁（Bord Bia）、アイルランド政府産業開発庁（IDA Ireland）、エネルギー規制委員会（Commission for Energy Regulation）で、同じ国家機関でも商業的なアイルランド放送協会（RTÉ）、電力供給委員会（ESBグループ）、アイルランド郵政事業（An Post）の従業員は公務員に含めない。
従業員数で見ると、最も大きな保健部門が10万5000人超で大部分を HSE の雇用が占め、次いで教育部門が約9万8450人となっている（2017年1月時点）。

### 公務員
公務員は2つに大別され、「国家公務員」（Civil Service of the Government）と「地方公務員」（Civil Service of the State）がある。理論上の区別とはいえ、基本的な機能の一部をすみ分ける。業務において公正な行政を保つことを是とし、また特定の部分に関しては政府の行政権から独立している点が特徴である。
| 部門                                                 | 従業員数 |
| ---------------------------------------------------- | -------- |
| 公務員 Civil Service                                 | 37,523   |
| 防衛部門 Defence Sector                              | 9,549    |
| 教育部門 Education Sector                            | 98,450   |
| 保健部門 Health Sector                               | 105,885  |
| 司法部門 Justice Sector                              | 13,261   |
| 地方自治体 Local Authorities                         | 27,188   |
| 非営利国家機関（NCSA） Non-Commercial State Agencies | 12,616   |
| 合計                                                 | 304,475  |

### 最も大きな公共機関とその規模（従業員数）
| 機関・団体                              | 従業員数 |
| --------------------------------------- | -------- |
| 保健サービス委員会（HSE）(en)           | 67,145   |
| アイルランド警察                        | 13,261   |
| アイルランド国防軍                      | 9,549    |
| 税務当局 (en)                           | 6,039    |
| ダブリン市議会 Dublin City Council      | 5,330    |
| アイルランド刑務所 Irish Prison Service | 3,247    |

## 現アイルランド政府
ミホル・マーティンは、2020年6月27日にドイル・エアラン（下院）で首相に指名され、大統領から任命された。マーティンが政府の構成員の指名を提案し、下院での承認を経て、後日大統領が指名することになった。
| 職名                                                          | 氏名                    | 氏名 | 所属政党           | 任期     | 備考                   |
| 閣僚                                                          | 閣僚                    | 閣僚 | 閣僚               | 閣僚     | 閣僚                   |
| ------------------------------------------------------------- | ----------------------- | ---- | ------------------ | -------- | ---------------------- |
| 首相                                                          | ミホル・マーティン      |      | 共和党             | 2020年 - | 共和党党首             |
| 副首相 企業・貿易・雇用大臣                                   | レオ・ヴァラッカー      |      | 統一アイルランド党 | 2020年 - | 統一アイルランド党党首 |
| 財務大臣                                                      | パスカル・ドナフー      |      | 統一アイルランド党 | 2017年 - |                        |
| 法務大臣                                                      | ヘレン・ マッケンティー |      | 統一アイルランド党 | 2020年 - |                        |
| 外務大臣 防衛大臣                                             | サイモン・コヴェニー    |      | 統一アイルランド党 | 2020年 - |                        |
| 保健大臣                                                      | スティーブン・ドネリー  |      | 共和党             | 2020年 - |                        |
| 教育大臣                                                      | ノルマ・フォーリー      |      | 共和党             | 2020年 - |                        |
| 公共支出・改革大臣                                            | マイケル・マグラス      |      | 共和党             | 2020年 - |                        |
| 住宅・地方自治体・ 伝統大臣                                   | ダラ・オブライエン      |      | 共和党             | 2020年 - |                        |
| 農業・食料・海洋大臣                                          | ダラ・カレアリー        |      | 共和党             | 2020年 - |                        |
| 社会保護大臣 地域・農村開発・島嶼部担当大臣                   | ヘザー・ハンフリーズ    |      | 統一アイルランド党 | 2020年 - |                        |
| 高等教育・研究・イノベーション・科学大臣                      | サイモン・ハリス        |      | 統一アイルランド党 | 2020年 - |                        |
| 気候行動・通信ネットワーク担当大臣 運輸大臣                   | エイモン・ライアン      |      | 緑の党             | 2020年 - | 緑の党党首             |
| メディア・観光・芸術・ 文化・スポーツ・アイルランド語地域大臣 | キャサリン・マーティン  |      | 緑の党             | 2020年 - |                        |
| こども・障害・平等・統合担当大臣                              | ロデリック・オゴーマン  |      | 緑の党             | 2020年 - |                        |
| その他の内閣参加者                                            |                         |      |                    |          |                        |
| 政府院内幹事長 スポーツ・アイルランド語地域国務大臣           | ジャック・チェンバーズ  |      | 共和党             | 2020年 - |                        |
| 国土利用・生物多様性国務大臣                                  | ピッパ・ハケット        |      | 緑の党             | 2020年 - |                        |
| 国際・道路運送・物流国務大臣                                  | ヒルデガード・ノートン  |      | 統一アイルランド党 | 2020年 - |                        |